# Oligoclada walkeri
Oligoclada walkeri is een libellensoort uit de familie van de korenbouten (Libellulidae), onderorde echte libellen (Anisoptera).
De wetenschappelijke naam Oligoclada walkeri is voor het eerst geldig gepubliceerd in 1931 door Geijskes.